# جیووانی دیبرسون مائوریسیو
جیوانی دیبرسون مائوریسیو (به پرتغالی: Geovanni Deiberson Maurício Gómez) هافبک، هافبک اهل برزیل است که در شهر Acaiaca و در تاریخ ۱۱ ژانویهٔ ۱۹۸۰ به دنیا آمده‌است.
جیوانی دیبرسون مائوریسیو در تیم‌های فوتبال کروزیرو ،América-MG، بارسلونا، بنفیکا سابقهٔ حضور دارد. این بازیکن همچنین در سال، بنفیکا ۲۰۰۰ بار برای، کروزیرو به میدان رفته‌است